# Hasan Ali Kaldırım
Hasan Ali Kaldırım (9 grudnia 1989 w Neuwied) – piłkarz turecki grający na pozycji lewego obrońcy. Od 2020 roku jest zawodnikiem klubu İstanbul Başakşehir.

## Kariera klubowa
Hasan Ali Kaldırım urodził się w Niemczech w rodzinie pochodzenia tureckiego. Karierę rozpoczynał w TuS Koblenz, by następnie w 2006 roku podjąć treningi w 1. FC Kaiserslautern. W latach 2007–2009 grał w rezerwach tego klubu. Natomiast latem 2009 został zawodnikiem 1. FSV Mainz 05 i przez pół roku występował w rezerwowym zespole.
Na początku 2010 roku Hasan Ali Kaldırım przeszedł do Kayserisporu. W tureckiej lidze zadebiutował 6 lutego 2010 w zremisowanym 0:0 domowym meczu z Galatasaray SK. Zawodnikiem Kayserisporu był do zakończenia sezonu 2011/2012.
Latem 2012 roku Hasan Ali Kaldırım przeszedł do Fenerbahçe SK. W klubie ze Stambułu swój debiut zanotował 25 sierpnia 2012 w wygranym 3:0 domowym meczu z Gaziantepsporem. 16 grudnia 2012 roku zdobył pierwszą bramkę w lidze w spotkaniu przeciwko Galatasaray. W pierwszym sezonie zdobył Puchar Turcji, a w kolejnym świętował jedyne w barwach Fenerbahçe mistrzostwo kraju. W 2020 roku po ośmiu latach w Fenerbahçe przeszedł do innego stołecznego klubu İstanbul Başakşehir.
| Sezon   | Klub                    | Kraj   | Rozgrywki    | Mecze | Bramki |
| ------- | ----------------------- | ------ | ------------ | ----- | ------ |
| 2007/08 | 1. FC Kaiserslautern II | Niemcy | Oberliga     | 10    | 1      |
| 2008/09 | 1. FC Kaiserslautern II | Niemcy | Regionalliga | 33    | 1      |
| 2009/10 | 1. FSV Mainz 05 II      | Niemcy | Regionalliga | 19    | 1      |
| 2009/10 | Kayserispor             | Turcja | Süper Lig    | 6     | 0      |
| 2010/11 | Kayserispor             | Turcja | Süper Lig    | 33    | 0      |
| 2011/12 | Kayserispor             | Turcja | Süper Lig    | 37    | 0      |
| 2012/13 | Fenerbahçe SK           | Turcja | Süper Lig    | 25    | 1      |
| 2013/14 | Fenerbahçe SK           | Turcja | Süper Lig    | 4     | 0      |
| 2014/15 | Fenerbahçe SK           | Turcja | Süper Lig    | 13    | 0      |
| 2015/16 | Fenerbahçe SK           | Turcja | Süper Lig    | 26    | 1      |
| 2016/17 | Fenerbahçe SK           | Turcja | Süper Lig    |       |        |

## Kariera reprezentacyjna
Hasan Ali Kaldırım występował w młodzieżowych reprezentacjach Turcji: U-19, U-20 i U-21. 29 lutego 2012 zadebiutował w dorosłej reprezentacji w przegranym 1:2 towarzyskim meczu ze Słowacją, rozegranym w Bursie. 25 marca 2019 roku zdobył pierwszą bramkę w kadrze pokonując bramkarza reprezentacji Mołdawii w meczu eliminacji do Mistrzostw Europy 2020.